# Юньчэн (Хэцзэ)
Юньчэ́н (кит. упр. 郓城, пиньинь Yùnchéng) — уезд городского округа Хэцзэ провинции Шаньдун (КНР). Название уезда означает «город Юнь»; он назван в честь города, существовавшего здесь в VI веке до н. э.

## История
Во времена династии Шан правитель Цзу И разместил в этих местах свою столицу Би (庇). В эпоху Вёсен и Осеней правивший в царстве Лу Чэн-гун возвёл здесь в 587 году до н. э. город Юнь.
При империи Западная Хань были учреждены уезды Лисянь (黎县) и Линьцю (廪丘县). При империи Восточная Хань уезд Лисянь был присоединён к уезду Линьцю.
При империи Северная Чжоу был создан уезд Цинцзэ (清泽县). При империи Суй в 590 году он был переименован в Ваньань (万安县), а в 598 году — в Юньчэн.
В августе 1949 года была создана провинция Пинъюань, в составе которой был образован Специальный район Хэцзэ (菏泽专区); уезд оказался в составе специального района Хэцзэ. В ноябре 1952 года провинция Пинъюань была расформирована, и Специальный район Хэцзэ был передан в состав провинции Шаньдун. В ноябре 1958 года Специальный район Хэцзэ был присоединён к Специальному району Цзинин (济宁专区), но в июне 1959 года был восстановлен в прежнем составе. В марте 1967 года Специальный район Хэцзэ был переименован в Округ Хэцзэ (菏泽地区).
Постановлением Госсовета КНР от 23 июня 2000 года были расформированы Округ Хэцзэ и город Хэцзэ, а вместо них с 8 января 2001 года был образован Городской округ Хэцзэ.

## Административное деление
Уезд делится на 2 уличных комитета, 15 посёлков и 5 волостей.